# Cladocarpus sigma
Cladocarpus sigma is een hydroïdpoliep uit de familie Aglaopheniidae. De poliep komt uit het geslacht Cladocarpus. Cladocarpus sigma werd in 1877 voor het eerst wetenschappelijk beschreven door Allman. 